# 2607 Yakutia
A 2607 Yakutia (ideiglenes jelöléssel 1977 NR) a Naprendszer kisbolygóövében található aszteroida. Nyikolaj Sztyepanovics Csernih fedezte fel 1977. július 14-én.